# Lygeum spartum
Pour les articles homonymes, voir Sparte (homonymie).
Tribu
Genre
Espèce
Classification phylogénétique
Lygeum spartum (le sparte, spart ou faux sparte) est une espèce de plantes à fleurs monocotylédones de la famille des Poaceae, sous-famille des Pooideae, endémique du sud du bassin méditerranéen. C'est l'unique espèce du genre Lygeum (genre monotypique), lui-même unique genre de la tribu des Lygeeae (tribu monotypique). 
La fibre de ses feuilles entre dans la composition des cordages et de certains papiers de fort grammage (papier alfa).

## Synonymes
Selon The Plant List  :
- Lygeum apiculatum Gand.
- Lygeum insulare Gand.
- Lygeum loscosii Gand.
- Lygeum murcicum Gand.
- Lygeum spartum f. longispathum Trab.
- Lygeum spathaceum Lam.
- Lygeum tenax Salisb. [nom. illeg.].

## Description

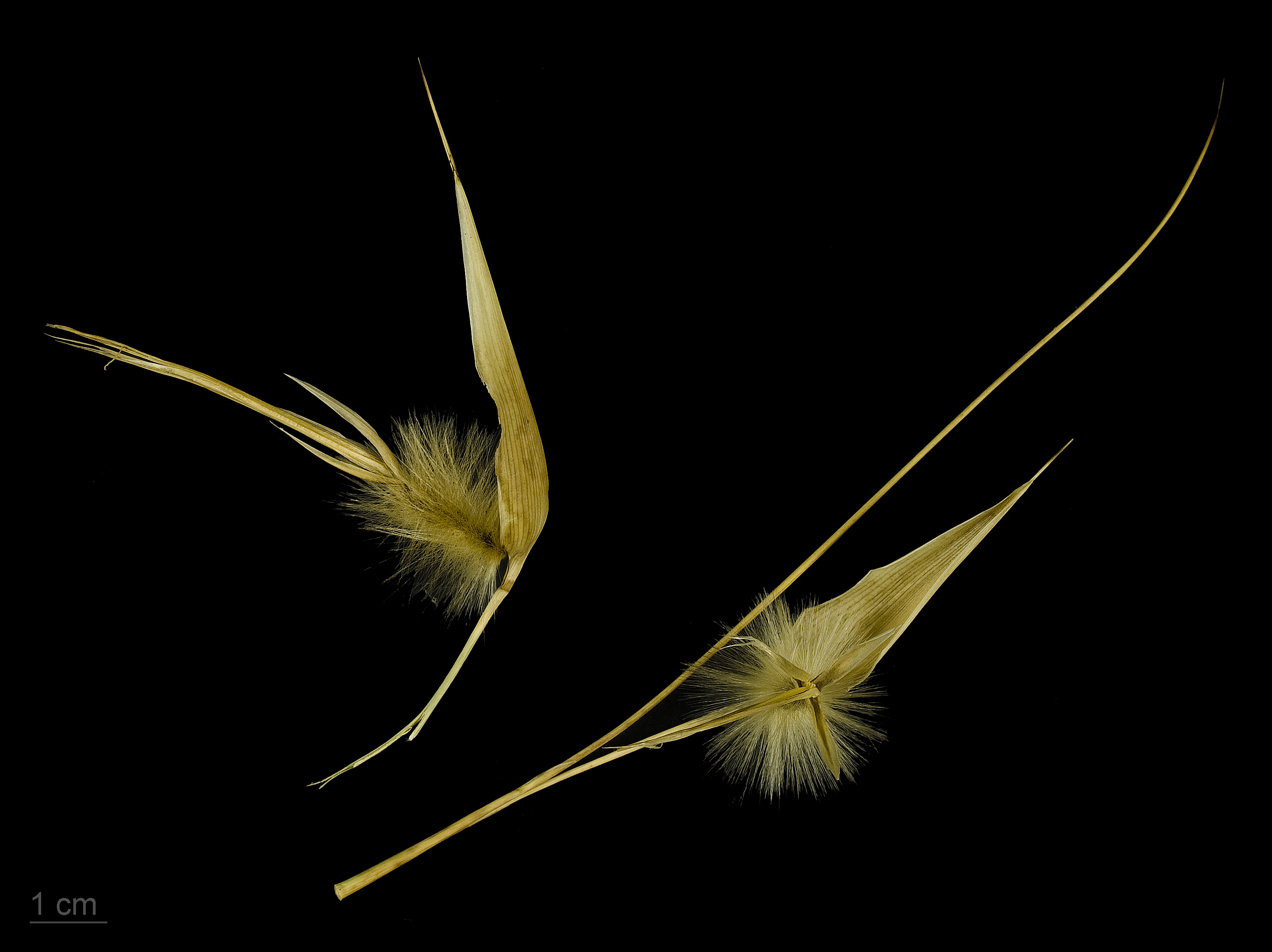
Bractée de sparte
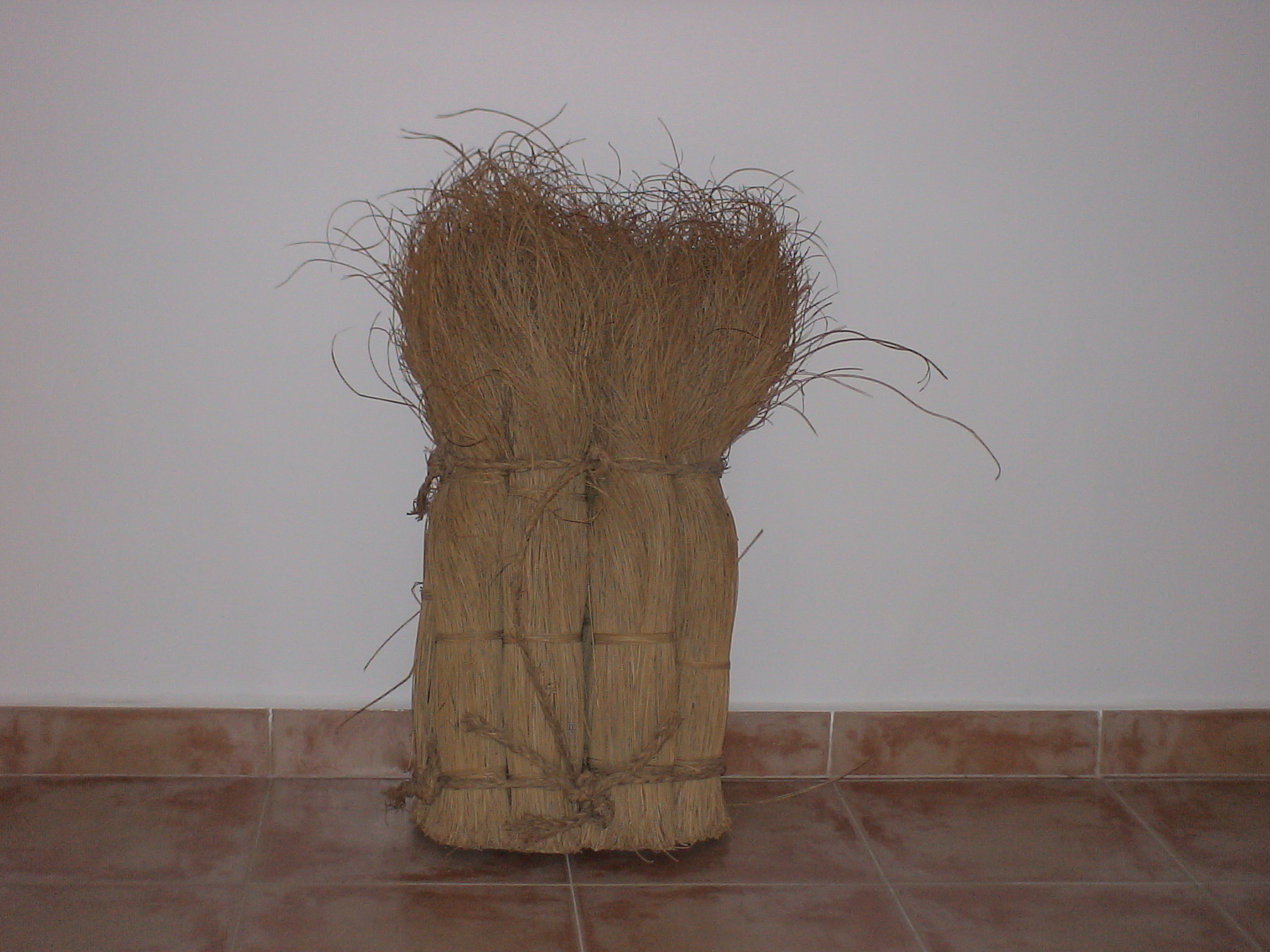
Balle de sparte

Le sparte vivace développe un touradon de 20 à 80 cm de hauteur, qui croît souvent par grosses touffes. Ses feuilles falciformes, à la pointe résistante, s'enroulent sur elles-mêmes et présentent une largeur de 1,5 mm. La ligule a une longueur de 7 mm.
La floraison procède de la croissance d'un bractéole blanc, ovoïde, long de 3 à 4 cm (parfois jusqu'à 9 cm). Les balles, longues de 2 cm sont arrondies. À la moitié inférieure, elle se rattachent par un stipe. Les glumes sont longs de 3 à 4 cm. Les épillets tombent à maturité.

## Répartition et habitat

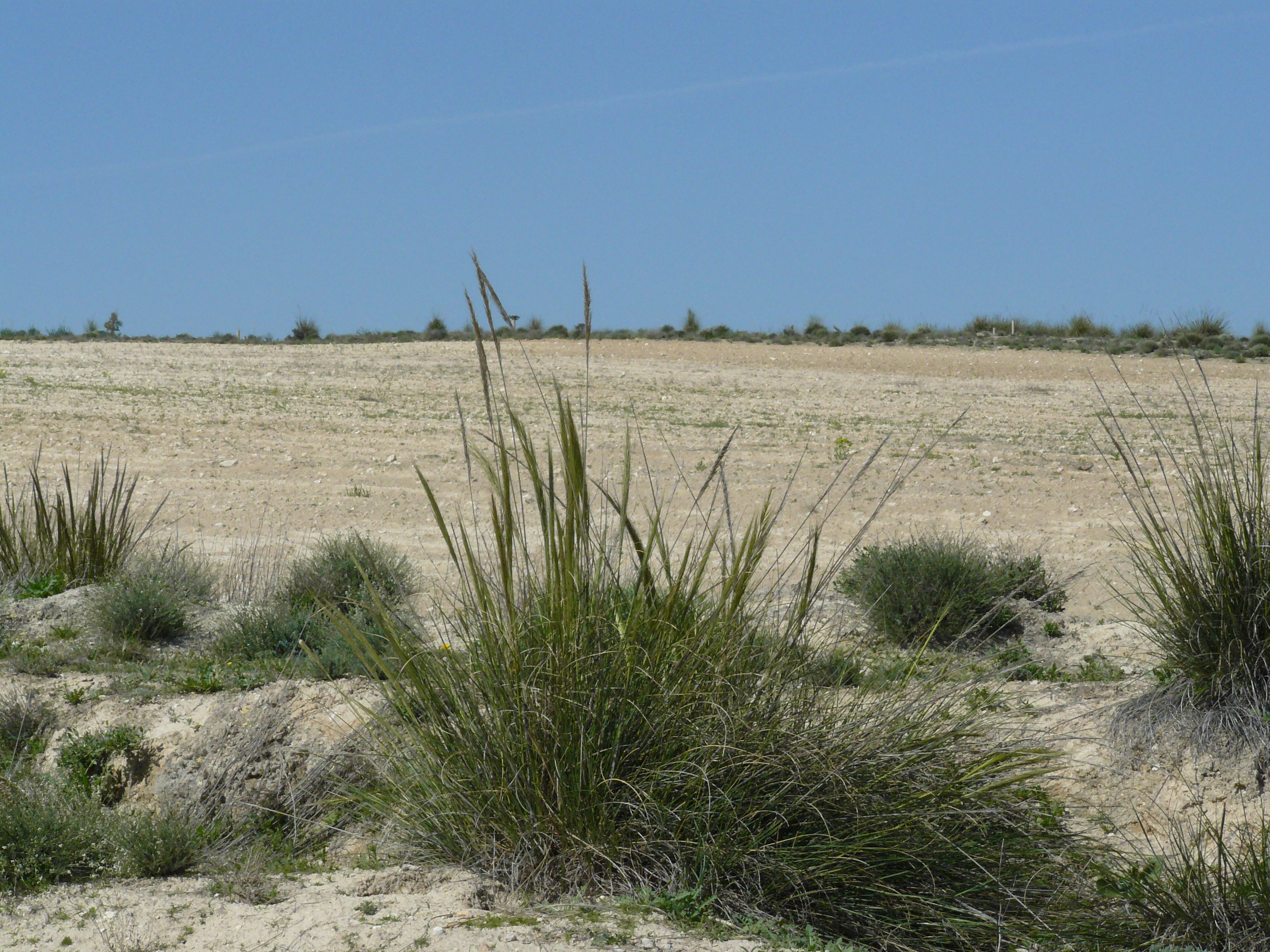
Le sparte au vif.

L'aire de répartition de Lygeum spartum comprend une grande partie du bassin méditerranéen :
- Afrique du Nord : Algérie, Libye, Maroc, Tunisie ;
- Europe méridionale : Espagne, Italie (Sardaigne, Mezzogiorno), Grèce (Crète) ;
- Asie occidentale : Sinaï (Égypte).

La plante pousse dans les régions de steppe, sur sols argileux et salins.

## Exploitation

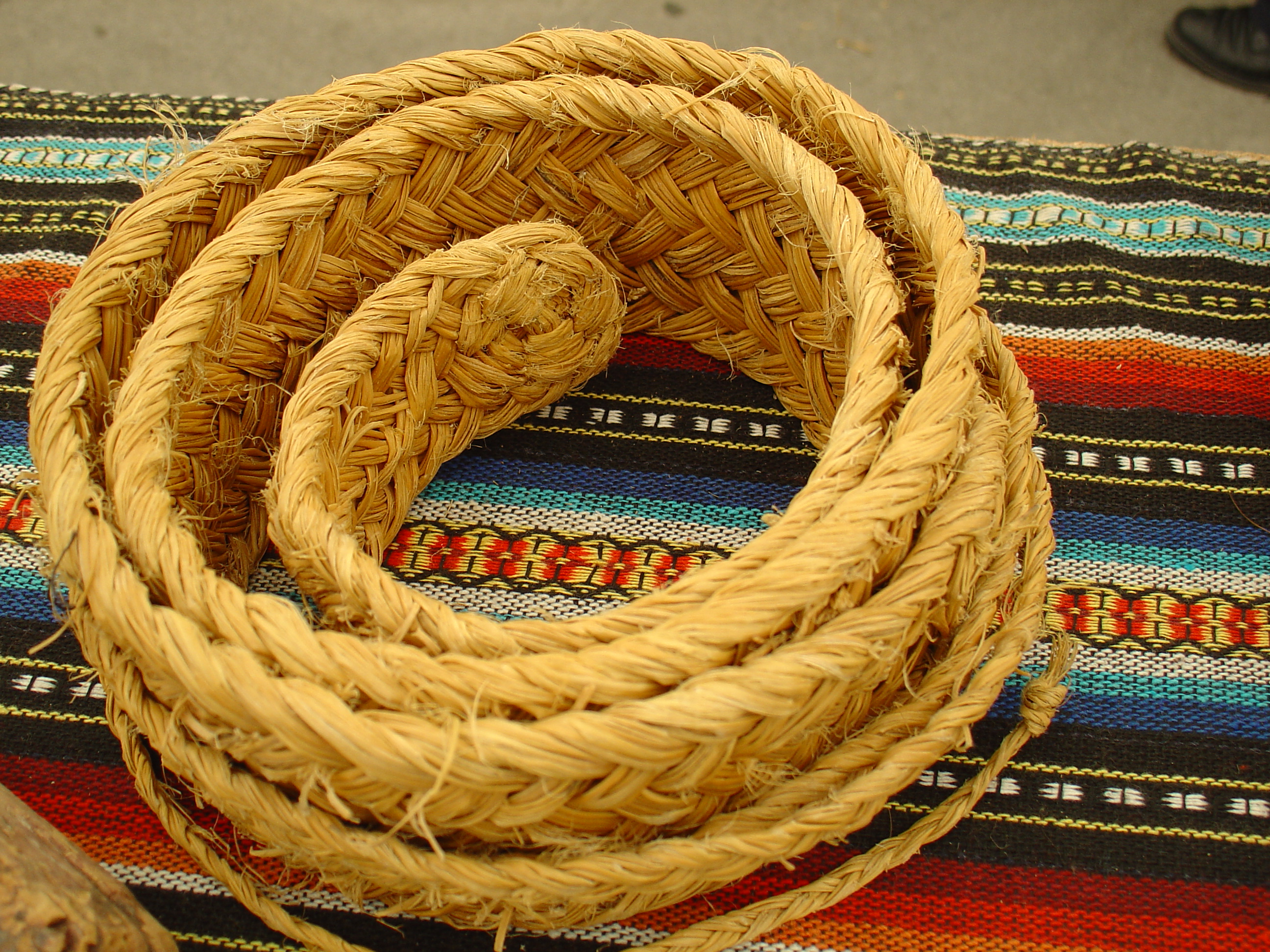
Macramé de sparte.

Les feuilles de sparte, comme celles d'alfa (Stipa tenacissima), sont utilisées en passementerie (chapeaux, chaussures, poches, nattes de sol), dans la corderie et pour la fabrication de papier de luxe (« papier alfa »).